# Waldhof Hasselfelde

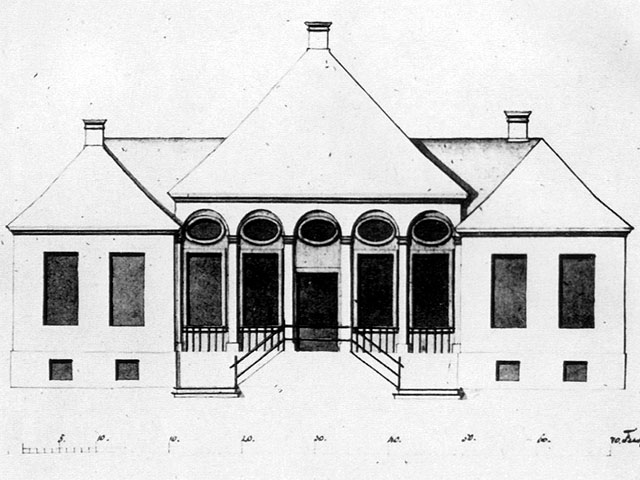
Aufriss des Waldhofs in Hasselfelde von H. Hartmann (Landeshauptarchiv Wolfenbüttel, Herzogliche Plankammer)

Der Waldhof Hasselfelde war ein barockes Herrenhaus in Hasselfelde, einem Ortsteil der Stadt Oberharz am Brocken im Landkreis Harz in Sachsen-Anhalt.

## Gebäude
Das Haus war ein im Grundriss auf italienische und holländische Villen zurückgehendes Bauwerk. In der Mitte des Gebäudes lag ein fünfachsiger Saal, der anderthalb Geschosse hoch war. Über den Fenstern der Eingangsseite befanden sich Ochsenaugen. Davor befanden sich fünf Arkaden, zu denen in der Mitte eine doppelläufige Treppe hinaufführte. Das Gebäude war ansonsten einstöckig und hatte ein Walmdach. An der Seite befanden sich jeweils zweiachsige Seitenrisalite. Um den mit Kaminen und Stuck von Carlo Rossi ausgestatteten Saal waren kleine Räume angeordnet.
Julius Bernhard von Rohr schreibt 1736 in seinen Geographischen und historische Merckwürdigkeiten des Vor- oder Unter-Hartzes über den Waldhof: 

„Bey der Architektur dieses Palais herrschet zwar eben nicht große Pracht, doch findet man darinnen Symetrie, Ordnung und eine gewisse Annehmlichkeit. Die kleinen Zimmerchen sind mit mancherlei Gemälden, Kupferstichen und Zeichnungen von Jagden, Landschaften und Gegenden, theils auch mit Porträts ausgeputzt, und überhaupt mit solchen Meublen besetzt, wie sie einem fürstlichen Jagd- und Landhause convenable sind.“

## Geschichte
Der braunschweigische Herzog Ludwig Rudolf ließ den Waldhof 1725 bis 1726 vom Landesbaumeister des Fürstentums Braunschweig-Wolfenbüttel Hermann Korb, der die Baustelle auch mehrfach aufsuchte, für 3105 Taler errichten. Das Gebäude diente dem Herzog als Jagdhaus. Bereits kurz nach dem Tod Ludwig Rudolfs soll es schon 1736, da es für die Hofhaltung gar schlecht gewesen sei, einem fürstlichen Bettmeister (Aufseher über Betten, Bettgerätschaften und das Mobiliar bei Hof) als Wohnhaus gedient haben. Später ist der Waldhof dann anscheinend verfallen und wurde abgetragen.